# Szpital Specjalistyczny św. Zofii w Warszawie
Szpital Specjalistyczny św. Zofii w Warszawie – szpital położniczo-ginekologiczny znajdujący się przy ulicy Żelaznej 90 na warszawskiej Woli.
Powstał w 1912 jako pierwsza stricte położnicza placówka w Warszawie. W czasie II wojny zamieniony na lazaret a następnie szpital więzienny i koszary, po wojnie służył za szpital resortowy Ministerstwa Bezpieczeństwa Publicznego. W 1956 przywrócono mu pierwotną funkcję. Od 2012 funkcjonuje jako spółka prawa handlowego, w której całość udziałów ma miasto stołeczne Warszawa.
Szpital pod wieloma względami wyróżnia się na tle innych placówek o podobnym profilu działających w Warszawie, m.in. w 1992 odbył się tam pierwszy w kraju poród rodzinny, jako pierwszy w Warszawie zezwolił też na obecność ojca dziecka także podczas cięcia cesarskiego i otrzymał certyfikat zgodności z normami ISO 9002. Jako jeden z pierwszych wprowadził także sale w systemie rooming-in, możliwość dowolnego wyboru pozycji podczas porodu czy obowiązkowy kontakt skóra do skóry po porodzie. W 1996 szpital jako pierwsza warszawska placówka medyczna został zarejestrowany w sądzie gospodarczym.
Od 1994 placówka dysponuje laparoskopem wykorzystywanym m.in. w likwidowaniu endometriozy czy operacjach onkologicznych; do 2012 mniej niż 20 procent wszystkich wykonywanych przy Żelaznej operacji wymagało otwarcia powłok brzusznych. W 1999 szpital uzyskał status ośrodka referencyjnego II stopnia w dziedzinie perinatologii.
Szpital posiada III stopień referencyjny czyli kompetencje i uprawnienia do opieki nad najtrudniejszymi przypadkami z zakresu położnictwa i ginekologii a także z zakresu patologii noworodka, w tym wcześniakami o krańcowo niskiej masie urodzeniowej – czyli około 500 gramów.
W ostatnich dwóch dekadach zgodnie ze światowymi tendencjami w ginekologii operacyjnej, Szpital rozwinął w szerokim zakresie zastosowanie laparoskopii i histeroskopii, terapię zaburzeń statyki narządu rodnego i problemów z nietrzymaniem moczu.
W 2006 roku pacjentki wyróżniły szpital w akcji „Rodzić po ludzku”. W 2013 obok szpitala im. Świętej Rodziny był najczęściej wybieraną przez nie placówką o tym profilu w Warszawie.

## Historia

### Początki
Za moment powstania placówki uważa się założenie Miejskiego Zakładu Położniczego im. św. Zofii przy ul. Żelaznej 88, powstałego z inicjatywy dr Stanisława Zaborowskiego. Głównymi fundatorami szpitala byli żydowski bankier Leon Feliks Goldstand i jego żona Zofia, choć środki na budowę przekazało także miasto. Szpital otrzymał imię świętej Zofii, patronki położnych; imię to nosiła też matka fundatora placówki, która zmarła przy porodzie.
Otwarcie szpitala nastąpiło w 1912 roku, 20 stycznia przyjęto pierwszą pacjentkę. Budynek wyposażono w 36 łóżek szpitalnych. Nowoczesna jak na owe czasy placówka powstała w środku dzielnicy zamieszkałej w dużej mierze przez ludność żydowską. Oddział położniczy wyposażono w nowoczesne sale porodowe, inkubatory dla wcześniaków, łazienkę oraz toalety. Sala operacyjna wentylowana była elektrycznie a jej elektryczne oświetlenie mocą dorównywało temu, jakie zainstalowano w Filharmonii Warszawskiej; w szpitalu zamontowano także parowy system sterylizacji narzędzi chirurgicznych. Na terenie obiektu uruchomiono także Warszawską Miejską Szkołę Położnych, kształcącą pracownice dla nowo otwartej placówki. Szkoła kształciła do 40 słuchaczek na każdym z kursów.
Pierwotnie trzytraktowy budynek, zlokalizowany u zbiegu Żelaznej 90 i Nowolipia 71, posiadał cztery kondygnacje: przyziemie, wysoki parter, piętro i poddasze. Wkrótce po przejęciu placówki na własność przez miasto stołeczne (w 1932), gmach nadbudowano o kolejne piętro (inne źródła podają, że nadbudowę wykonano już w latach 1921–1922). W toku remontu szpital przebudowano, dzięki czemu na oddziale położniczym znalazło się 76 łóżek, a dodatkowo 10 na oddziale operacyjno-ginekologicznym (od 1935) i 7 w izolatkach. W 1935 szpital przemianowano na Miejski Zakład Położniczo-Ginekologiczny im. św. Zofii. W tym samym roku założyciel szpitala dr Zaborowski przeszedł na emeryturę, a jego miejsce zajął dr Marian Porajski. W końcu lat 30. szpital św. Zofii należał do najlepszych szpitali ginekologiczno-położniczych w Polsce, w 1937 umieralność okołoporodowa matek w placówce wynosiła 5 na sto porodów, co miało być na owe czasy sporym osiągnięciem. W 1938 dyrektora Porajskiego zastąpiło dwóch nowo mianowanych ordynatorów: Karol Łuniewski (odpowiedzialny za ginekologię i położnictwo) oraz Wacław Lubczyński nadzorujący pediatrię.

### II wojna światowa
Podczas oblężenia Warszawy we wrześniu 1939 placówkę przekształcono w szpital wojskowy dla rannych z odcinka frontu Górce – Wola. Dach budynku, zgodnie z międzynarodowymi konwencjami, został oznaczony znakami Czerwonego Krzyża. Mimo to 14 września placówka została poważnie uszkodzona w wyniku nalotu Luftwaffe. Na początku października 1939, już pod okupacją niemiecką, uszkodzenia naprawiono, szpital pozostał jednak w rękach wojska, tym razem niemieckiego. W 1940 szefem placówki został doc Henryk Gromadzki. Od roku 1941 szpital formalnie znajdował się na terenie getta warszawskiego, choć był z niego wyłączony jako placówka wojskowa. W 1942 szpital zamknięto, a w sierpniu tego roku otwarto na nowo, tym razem jako szpital więzienny Pawiaka, a pod koniec roku zamknięto go ponownie i zamieniono w koszary wojsk niemieckich, które wykorzystywały budynek do połowy stycznia 1945.
Przed wybuchem powstania warszawskiego władze podziemne liczyły, że szpital zostanie opanowany i – wraz z trzema innymi placówkami – zapewni powstańczej Warszawie dostęp do specjalistycznych usług medycznych. Ostatecznie jednak pozostał w rękach niemieckich i, wraz z sąsiadującym z nim kompleksem Szkoły Hipolita Wawelberga, stanowił silny punkt oporu Wehrmachtu w okresie walk na Woli.
W 1945 szpital wznowił działalność.

### Lata powojenne
Wkrótce po wyzwoleniu Warszawy budynkowi przywrócono funkcję lecznicy, jednak o profilu zamkniętym, dla pracowników służb Ministerstwa Bezpieczeństwa Publicznego. Początkowo funkcjonował pod nazwą Centralny Szpital Korpusu Bezpieczeństwa Publicznego, następnie jako Centralny Szpital Ministerstwa Bezpieczeństwa Publicznego. Po 1951 tę funkcję przejął nowo otwarty Centralny Szpital Kliniczny MSW przy ulicy Wołoskiej, wobec czego szpital przy Żelaznej ponownie przemianowano, tym razem na Wojskowy Szpital Ministerstwa Bezpieczeństwa Publicznego. W tym okresie kierowana przez Wolfa Libermana (i, przez krótki czas, Adolfa Likiera) placówka dysponowała 350 łóżkami dla pacjentów na ośmiu oddziałach: wewnętrznym, chirurgii ogólnej, chirurgii urazowej, położniczym, chorób kobiecych, skórno–wenerycznym, otolaryngologicznym i ocznym. Placówka posiadała także własne laboratorium, aptekę oraz gabinety stomatologiczny i rentgenologiczny.
15 maja 1956 nastąpił jednak powrót do starego profilu placówki, którą zwrócono miastu i, po dwutygodniowym remoncie, przemianowano na Miejski Szpital Ginekologiczno-Położniczy. W wyremontowanym budynku znalazło się 127 łóżek dla rodzących pacjentek i 45 dla noworodków. Oddziałem ginekologicznym i całą placówką pokierował dr Bolesław Pawlak, natomiast ordynatorem położnictwa został dr Jan Mazurek. Po remoncie w latach 1960–1961 liczba łóżek szpitalnych wzrosła do 206. Jednocześnie na potrzeby placówki zaadaptowano sąsiedni budynek gospodarczy, w którym umieszczono m.in. laboratoria bakteriologiczne, analityczne i histopatologiczne, a także aptekę. W połowie lat 60. XX wieku, po niemal dekadzie kierowania placówką, z pracy odeszli obaj ordynatorzy. Początkowo (w latach 1965–1966) obowiązki dyrektora przejął dr Witold Szczytnicki, po nim dr Piotr Szarejko (do 1968), następnie dr Janusz Ćwikliński (do 1972) a po nim Jan Płoński (do 1974), dotychczasowy ordynator oddziału położniczego. Ostatecznie w 1974 stanowisko dyrektora zastąpiono funkcją naczelnego lekarza, którą objął dr Andrzej Kulik.
W latach 1972–1974 szpital został podporządkowany Zespołowi Opieki Zdrowotnej Warszawa-Ochota i przeszedł kolejny remont. W jego ramach dotychczasowe 20-osobowe sale zamieniono na mniejsze, cztero- lub sześcioosobowe. Dobudowano także nowe skrzydło w głębi posesji. Po remoncie w szpitalu mogło leczyć się jednocześnie 127 kobiet i 45 noworodków.
26 grudnia 1986 roku w szpitalu złożył wizytę Józef Glemp.
W latach 1987–1988 placówka obchodziła 75–lecie swojej działalności; została m.in. nagrodzona odznaką honorową „Za Zasługi dla Warszawy”, a wielu jej pracowników otrzymało odznakę Zasłużony dla Warszawy. Szpital otrzymał także w darze od Jana Pawła II ultrasonograf firmy Toshiba.
W 1992 przywrócona została przedwojenna patronka placówki, lecznica zmieniła nazwę na: Szpital Ginekologiczno-Położniczy św. Zofii w Warszawie. W tym samym roku placówkę wydzielono ze struktur ZOZ Warszawa-Ochota i przekazano wojewodzie warszawskiemu, a jej dyrektorem w wyniku konkursu został dr Wojciech Puzyna. W 2000 decyzją Rady Powiatu Warszawskiego szpital zmienił nazwę na: Szpital Specjalistyczny św. Zofii w Warszawie.
Choć szpital po 1989 pozostał częścią publicznej służby zdrowia jako Zakład Opieki Zdrowotnej (ZOZ), w początkach XXI wieku współpracował z niepublicznym ZOZ w zakresie dodatkowo płatnych usług ponadstandardowych, nie refundowanych w ramach Narodowego Funduszu Zdrowia bądź niewystępujących na ministerialnej liście świadczeń gwarantowanych, jak poród w sali jednoosobowej czy znieczulenie zewnątrzoponowe. Najwyższa Izba Kontroli uznała taką praktykę za nielegalną. W 1994 szpital został laureatem pierwszej edycji akcji Rodzić po ludzku jako najlepsza porodówka w kraju. W kolejnych latach nadal plasował się wysoko, dwukrotnie uzyskał wyróżnienie, ale ze względu na wysokie opłaty dodatkowe wypadł poza listę laureatów.
W latach 1996–2011 w szpitalu leczono ponad 86 tysięcy pacjentek. W 2009 na świat przyszło w szpitalu blisko pięć tysięcy dzieci. W pierwszej połowie 2009 urodziło się w św. Zofii 2337 dzieci, w analogicznym okresie 2010 – 2447.
W 2002 roku ok. 20 proc. pacjentek miało podane znieczulenie, do 2011 ten odsetek wzrósł około dwukrotnie.

### Rozbudowa i modernizacja
W 2004 kartoteka szpitalna została skomputeryzowana. W marcu 2009 władze szpitala zaproponowały radnym Warszawy przekształcenie go w spółkę prawa handlowego, w której 100 procent udziałów należy do miasta stołecznego. Inaczej niż wiele innych szpitali warszawskich, przekształcenie modelu funkcjonowania św. Zofii nie było podyktowane złą sytuacją finansową szpitala.
24 czerwca 2010 na terenie szpitala odbyło się spotkanie podczas którego kierownictwo placówki i organizacje pozarządowe przedstawiły swoje postulaty dotyczące planowanej przez polskich parlamentarzystów ustawy bioetycznej, kwestii refundacji zapłodnienia pozaustrojowego metodą in vitro i upolitycznienia kwestii leczenia niepłodności. W spotkaniu wziął udział m.in. kandydujący w wyborach prezydenckich ówczesny marszałek Sejmu Bronisław Komorowski, autorka projektu ustawy bioetycznej posłanka Małgorzata Kidawa-Błońska oraz Karolina Wolf, jedna z najstarszych Polek urodzonych dzięki metodzie in vitro.
Jeszcze w 2004 rozpisano konkurs na przebudowę istniejącego budynku szpitala, a także dobudowanie do niego nowego skrzydła. Pierwsze miejsce zajął projekt Studio Altieri oraz Plaan. Rozbudowa placówki była konieczna, bowiem wiekowy budynek nie spełniał norm stawianych placówkom medycznym w XXI wieku, i szpitalowi św. Zofii groziła z tego względu likwidacja: zgodnie z ministerialnym rozporządzeniem od 2012 wszystkie takie placówki w Polsce miały zostać dostosowane do norm Unii Europejskiej.
W nowym skrzydle o powierzchni 7849 m² umieszczono m.in.:
- izbę przyjęć z trzema gabinetami lekarskimi i pomieszczeniem do badań kardiotokograficznych,
- trzy lub czterosalowy (zależnie od źródła) blok operacyjny wraz z pomieszczeniem do intensywnej opieki medycznej,
- blok porodowy,
- oddział noworodkowy z salą zabiegową,
- oddział patologii ciąży wraz z 14 salami dla pacjentów,
- sterylizatornię wraz ze stacją do dezynfekcji łóżek szpitalnych,
- pomieszczenia mieszkalne dla pacjentów i techniczne.

Wszystkie pokoje przeznaczone dla pacjentów wyposażono w łazienki. W projekcie Krzysztofa Kałużnego, Gabriela Korbutta i Agaty Korus, który rok później przeznaczono do realizacji, zawarto także przebudowę działającej w głębi zajmowanej przez szpital działki przyszpitalnej przychodni. W 2007 przychodnię dodatkowo rozbudowano wedle projektu tego samego studia.
Rozbudowę sfinansowano ze środków miasta Warszawy, w latach 2007–2012 samorząd miejski przekazał na unowocześnienie placówki przeszło 47 mln złotych, z czego 27,5 mln bezpośrednio na rozbudowę. 20 stycznia 2012, w stulecie otwarcia placówki, prezydent Warszawy Hanna Gronkiewicz-Waltz dokonała ponownego otwarcia szpitala po rozbudowie. W jej wyniku jego powierzchnia zwiększyła się do 3500 m², a ilość łóżek szpitalnych z 98 do 145. Obchody stulecia szpitala objęli patronatem m.in. prezydent Bronisław Komorowski, prezydent Warszawy Hanna Gronkiewicz-Waltz i metropolita warszawski Kazimierz kardynał Nycz, a także Izabela Dzieduszycka (Stowarzyszenie Przymierze Rodzin), burmistrz dzielnicy Wola Urszula Kierzkowska, rektor Warszawskiego Uniwersytetu Medycznego Marek Krawczyk, przewodnicząca Rady m.st. Warszawy Ewa Malinowska-Grupińska, prezydent Stałego Komitetu Lekarzy Europejskich Konstanty Radziwiłł i poseł Marcin Święcicki.
Oddział wcześniaków i patologii noworodka nosi imię Wielkiej Orkiestry Świątecznej Pomocy, dzięki której został wyposażony w sprzęt do ratowania noworodków o skrajnie niskiej masie urodzeniowej. W 2015 oddział notował wskaźnik umieralności okołoporodowej na poziomie 1,19 promila, przy średniej ogólnokrajowej wynoszącej 4,6 promila. Rocznie przyjmuje ok. 400 wcześniaków.

## Szpital św. Zofii w kulturze
17 września 2012 w Teatrze Rozrywki w Chorzowie miała miejsce premiera spektaklu Położnice szpitala św. Zofii duetu Monika Strzępka – Paweł Demirski. W spektaklu warszawski szpital wykorzystano jako symbol nieudanej zdaniem autorów sztuki transformacji polskich szpitali położniczych oraz akcji Rodzić po ludzku. Zdaniem Piotra Pacewicza, autora recenzji sztuki na łamach Gazety Wyborczej, św. Zofia była podówczas najbardziej obleganym, najdroższym i snobistycznym szpitalem publicznym w Polsce. Szpital w sztuce miał symbolizować wszystkie negatywne zjawiska w polskiej służbie zdrowia: prywatyzację opieki medycznej, wysokie koszty leczenia, niskie płace personelu, biurokrację czy brak empatii u pracowników medycznych.